# Enoplognatha diversa
Enoplognatha diversa är en spindelart som först beskrevs av John Blackwall 1859.  Enoplognatha diversa ingår i släktet Enoplognatha och familjen klotspindlar. Inga underarter finns listade i Catalogue of Life.